# メキシコの領土変遷
メキシコの領土変遷 （スペイン語：Evolución territorial de México）では、メキシコ領の変遷について説明する。

## 記録

1821年のメキシコ領  コルドバ(Córdoba)条約による領土  1821年～1822年まで統治した地域
1823年のメキシコ領
1824年のメキシコ領
1836年のメキシコ領
1836年～1845年にかけてのメキシコ領  メキシコから分離独立した地域  テキサス(Texas)共和国が領有を主張した地域  リオグランデ(Rio Grande)共和国が領有を主張した地域  分離の動きがあった地域
1865年のメキシコ領